# ドゥグラト
ドゥグラト（モンゴル語: Doγulad,中国語: 朶豁剌惕）とは、13ｰ15世紀に活動した遊牧集団の名称。『元朝秘史』では朶豁剌惕、『集史』ではدوقلاتDūqlāt、『ターリーヒ・ラシーディー』ではدوغلاتDūghlātと記される。日本語の書籍ではドグラトとも表記される。

## ドゥグラト氏の起源
『元朝秘史』『集史』といった史料によると、ドゥグラト氏はモンゴル部の伝説上の始祖であるボドンチャルの血を引くドグラダイを始祖とする集団で、ニルン(モンゴルの支配集団)に属していた。ただし、ドグラダイがボドンチャルから何世代下の子孫かは『元朝秘史』と『集史』では記述が異なっており、正確な系図は不明である。『元朝秘史』によるとドグラダイにはシジウダイ、ウルウダイ、マングダイという兄弟がおり、それぞれシジウト氏、ウルウト氏、マングト氏の始祖になったという。
チンギス・カンの時代にはドゥグラト氏はそれ程有力な集団ではなかったようで、十三翼の戦いでダアリタイ・オッチギン率いる第7翼に所属して闘ったこと以外、『元朝秘史』や『集史』などの史料にはドゥグラト氏の活躍について殆ど何も伝えていない。13・14世紀にドゥグラト氏がどのような変遷を辿ったか不明であるが、14世紀末頃からドゥグラト氏はモグーリスタン・ハン国の有力集団として歴史上に表れるようになる。

## モグーリスタン・ハン国でのドゥグラト
モグーリスタン・ハン国は他の遊牧国家と同様、複数の遊牧集団の連合によって成り立っていたが、その中で最も有力であったのがドゥグラトであった。モグーリスタン・ハン国の歴史を記した『ターリーヒ・ラシーディー』によると、ドゥグラトはアミール・フダーイダードの時代に隆盛し、数々の特権を与えられるようになったという。
アミール・フダーイダードはヒズル・ホージャ、シャムイ・ジャハーン、ムハンマド、ナクシ・ジャハーン、シール・ムハンマド、ヴァイスという六人のハーンの擁立に功績を挙げ、更に自らの子孫にハーン家の娘を迎えることでキュレゲン(ペルシア語ではクールカーン)と称し、自らの地位を不動のものとした。アミール・フダーイダードの名声は周辺諸国にも伝わっており、明朝もビシュバリク頭目アミール・フダーイダード(別失八里頭目忽歹達)がハーンを擁立した功績によってハン国の実権を握っていることを記し、ティムール朝は明朝へ派遣した使者がドゥグラト家の保護によって旅程を無事過ごすことができたと記録している。
また、『ターリーヒ・ラシーディー』にはドゥグラト家にはアミール・フダーイダード以来特別に12の特権が認められていたことが記録されている：
1. 太鼓の所持
2. 軍旗の所持
3. 二人の部下が千戸旗を携える事
4. ハーンの会議におけるクールの着用
5. 狩猟についての特権
6. 全モグール・ウルスのアミールたる事、そして勅書に彼の名が「モグール・ウルスの首長」と記される事
7. 彼の幕廷における坐位は、他のアミールたちより一弓身分だけハーンに近い事
8. 千戸長の任命権を所有し、任免に際してハーンの裁定を必要としない事
9. 彼と彼の子孫は、九度までは罪を犯しても審問されない事
10. 祭典に際し、ハーンの勅命を聴受する時、下馬を必要としない事
11. 祭典に際し、ハーンと彼の盃が特別に取り扱われる事
12. あらゆる勅書に、彼の證印をハーンの下に捺す事

これらの特権はモンゴル帝国で「ダルハン」に与えられていた特権と一致する。
また、ドゥグラトはモグーリスタンで最初にイスラーム教に改宗した一族であると伝えられており、そのために宗教的な面においても他の遊牧集団の上に立っていた。後にモグーリスタン・ハン国でハーンの権威が失墜し、代わってスーフィーが権威を強めるようになったのは、ドゥグラト部の影響が大きいと考えられている。

## 歴代ドゥグラト家アミール
1. アミール・フダーイダード
2. アミール・ムハンマド・シャー・クルカーン
3. アミール・サイイド・アリー・クルカーン…ヴァイス・ハーンの妹ウズル・スルターン・ハーニームを娶る
4. ムハンマド・ハイダル・ミールザー・クルカーン…エセン・ブカ・ハーンの娘ダウラト・ニガール・ハーニームを娶る
5. ムハンマド・フサイン・ミールザー・クルカーン…ユーヌス・ハーンの娘フブ・ニガール・ハーニームを娶る